# أندريا بيرموند ديس أمبرويس
أندريا بيرموند ديس أمبرويس (مواليد 4 أكتوبر 1964) هو مبارز بالسيف إيطالي، مثّل بلاده في الألعاب الأولمبية الصيفية 1988.

## روابط خارجية
أندريا بيرموند ديس أمبرويس على موقع أوليمبيديا (الإنجليزية)